# Härad, Strängnäs kommun
Härad  är en tätort i Strängnäs kommun och kyrkbyn i Härads socken i Södermanlands län. Orten ligger cirka 7 km väster om Strängnäs vid E20 och Härads skjutfält. I tätortens södra delar ligger Härads kyrka.

## Befolkningsutveckling
| Befolkningsutvecklingen i Härad 1970–2020 | Befolkningsutvecklingen i Härad 1970–2020 | Befolkningsutvecklingen i Härad 1970–2020 | Befolkningsutvecklingen i Härad 1970–2020 | Befolkningsutvecklingen i Härad 1970–2020 |
| ----------------------------------------- | ----------------------------------------- | ----------------------------------------- | ----------------------------------------- | ----------------------------------------- |
|                                           |                                           |                                           |                                           |                                           |
| År                                        |                                           |                                           | Folkmängd                                 | Areal (ha)                                |
| 1970                                      | 1970                                      |                                           | 259                                       |                                           |
| 1975                                      | 1975                                      |                                           | 523                                       |                                           |
| 1980                                      | 1980                                      |                                           | 539                                       |                                           |
| 1990                                      | 1990                                      |                                           | 523                                       | 57                                        |
| 1995                                      | 1995                                      |                                           | 501                                       | 57                                        |
| 2000                                      | 2000                                      |                                           | 516                                       | 57                                        |
| 2005                                      | 2005                                      |                                           | 494                                       | 57                                        |
| 2010                                      | 2010                                      |                                           | 508                                       | 57                                        |
| 2015                                      | 2015                                      |                                           | 508                                       | 60                                        |
| 2020                                      | 2020                                      |                                           | 556                                       | 86                                        |
| Anm.: Ny tätort 1970                      |                                           |                                           |                                           |                                           |

## Bilder

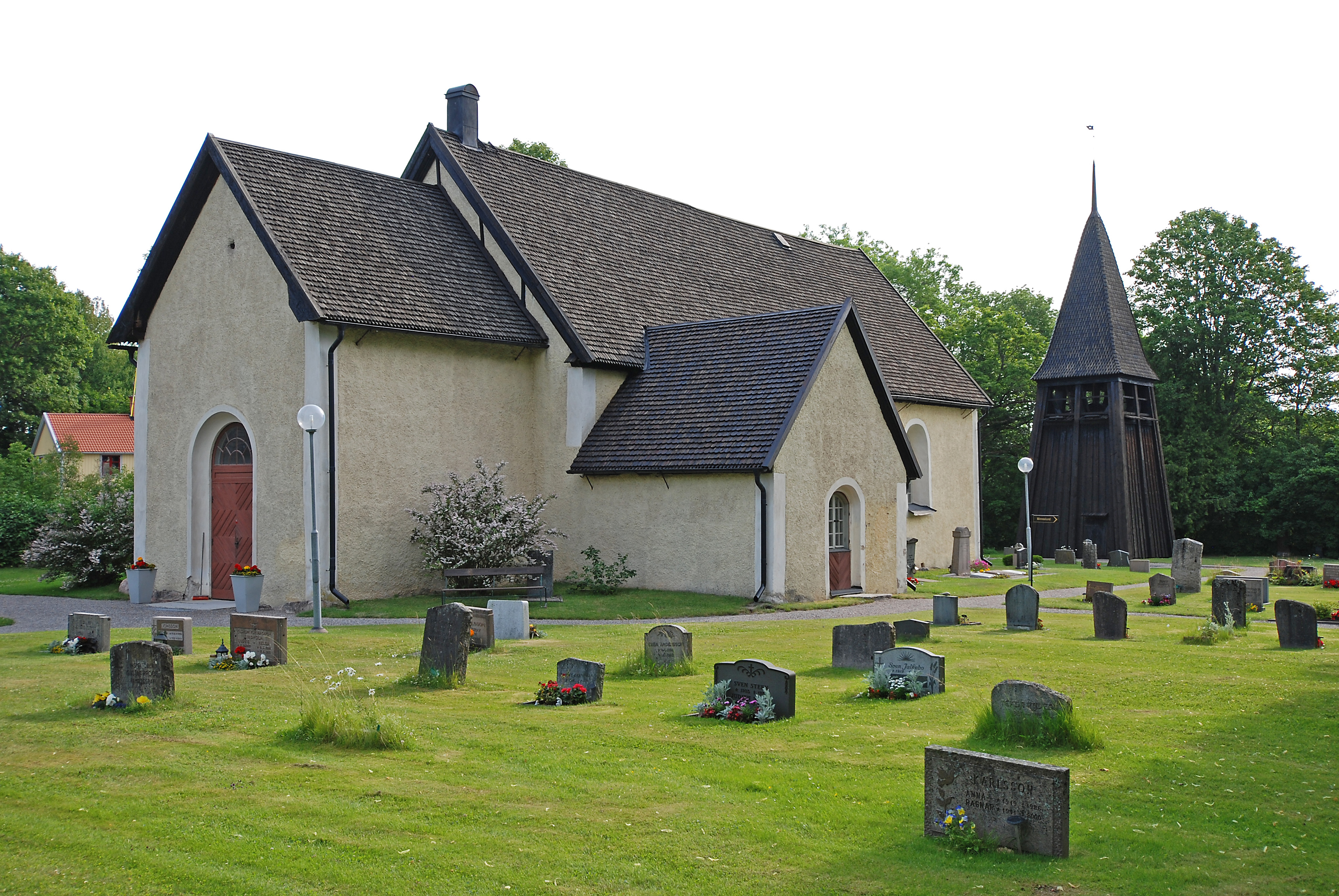
Härads kyrka
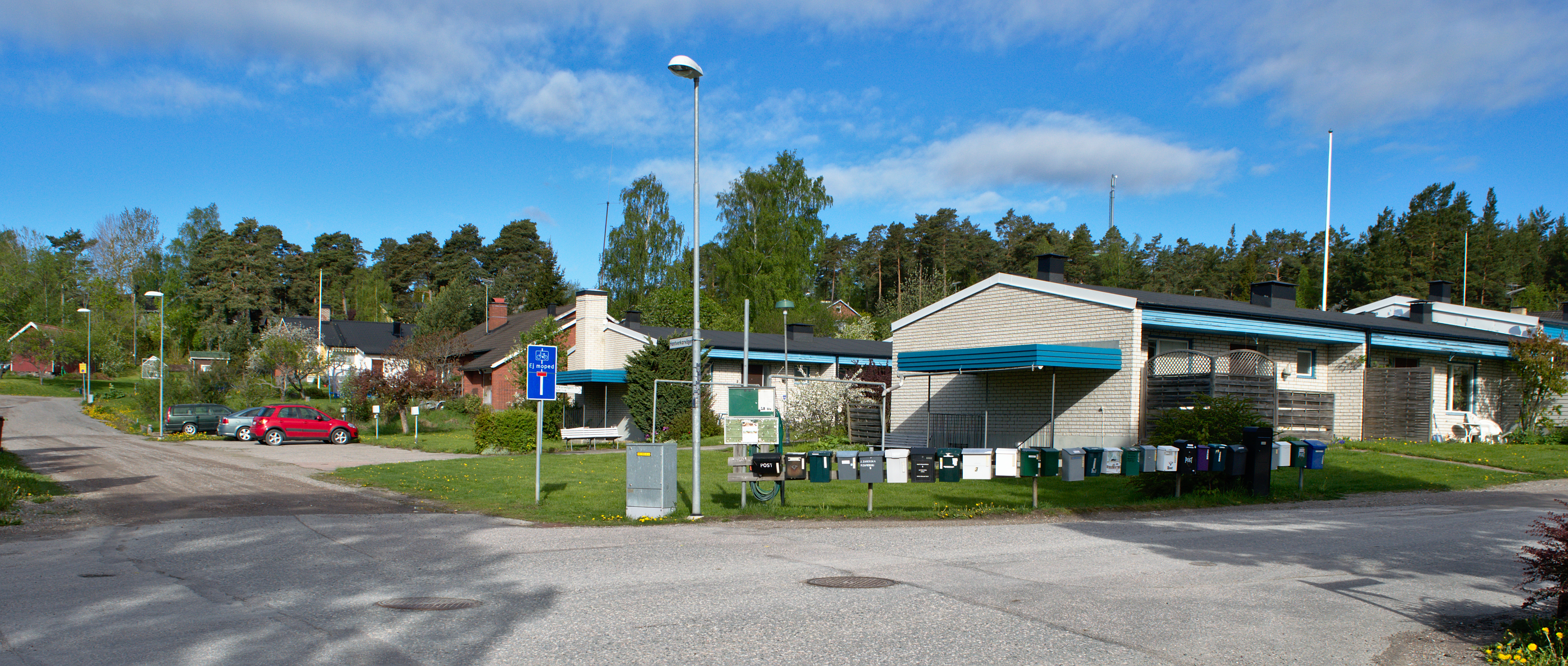
Hus i korsningen Nybyggarvägen - Hantverkarvägen